# 파탈
《파탈》(영어: Fatale)은 미국에서 제작된 디온 테일러 감독의 2020년 심리 스릴러 영화이다. 힐러리 스왱크 등이 출연하였다. 이 영화는 미국에서 2020년 12월 18일 라이언스게이트를 통해 극장 개봉하였다. 비평가들로부터 엇갈린 평가를 받았다.

## 출연
- 힐러리 스왱크
- 마이클 일리
- 마이크 콜터
- 대니 피노
- 타이린 터너
- 샘 데일리
- 다비드 호플린
- 제프리 오언스
- 캘리 호크